# ترمذ
تِرمِذ (در بعضی متون کهن تِرمِد) یکی از شهرهای ازبکستان و مرکز استان سرخان‌دریا است. زبان مردم شهر ترمذ فارسی تاجیکی و ازبکی است.

## مکان جغرافیایی
این شهر بندری در جنوب خاوری ازبکستان و بر کرانهٔ چپ رودخانهٔ آمودریا نهاده‌است. این ناحیه در مرز ازبکستان با افغانستان قرار دارد.

## تاریخ

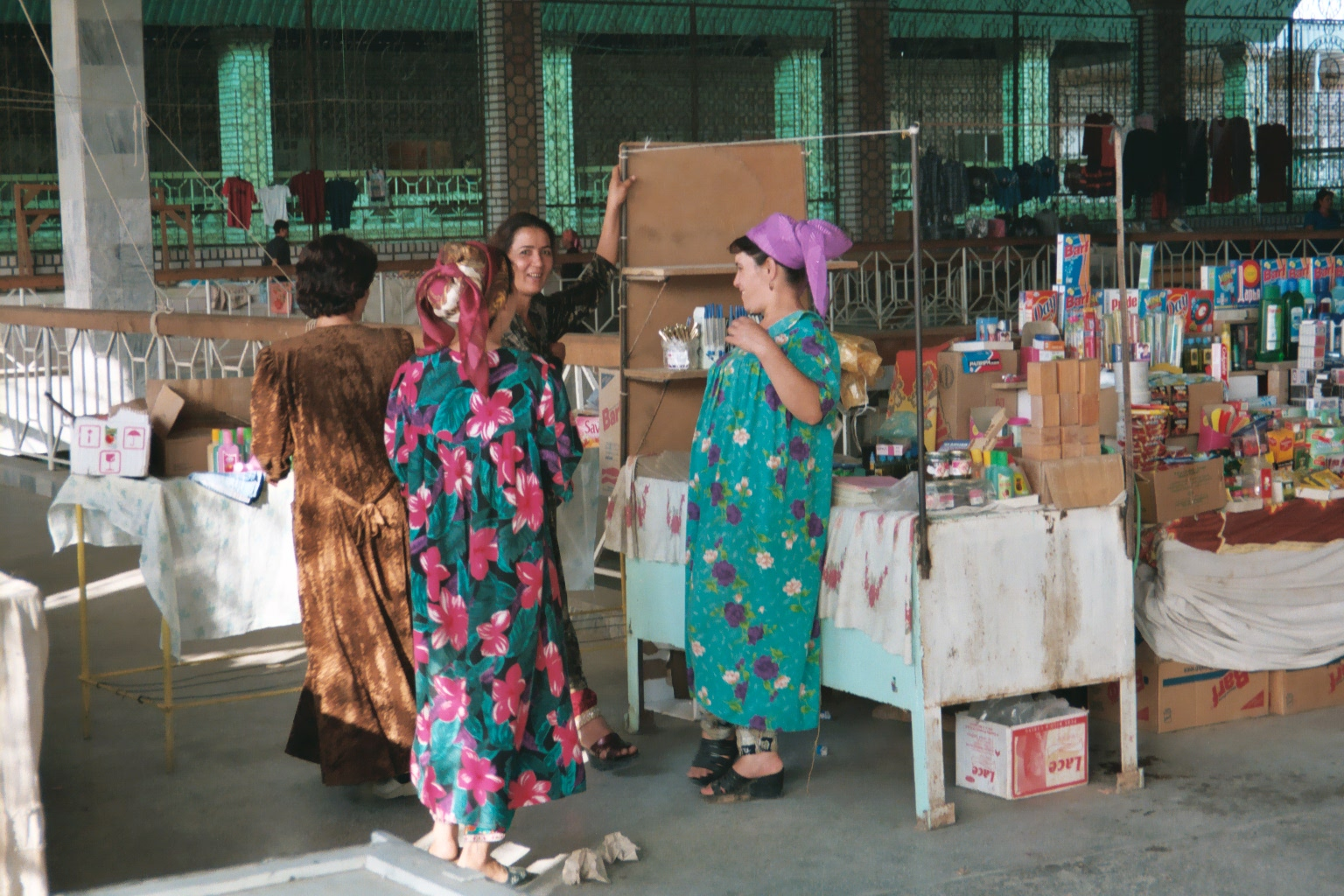
فروشگاهی در شهر ترمذ

ترمذ از کهن‌ترین شهرها و سرزمین‌های آسیای میانه به‌شمار می‌رود و کم و بیش در تمام منابع کهن از آن یاد رفته. به نوشتهٔ واعظ بلخی نام کهن آن آواره بوده‌است. براساس داستانی افسانه‌ای ترمذ را گشتاسپ بنا نهاد و بارها در شاهنامه در بخش تاریخ روزگار کیانیان از آن نام برده شده‌است. آنچه بی‌گمان است، این شهر در دورهٔ سلوکیان شهری آباد بوده‌است.
فرمانروایان ترمذ، پیش از تاختن عرب‌ها ترمذ شاه خوانده می‌شدند. گمان می‌شود عرب‌ها نتوانستند به یکباره بر ترمذ دست یابند. آنها بارها به ترمذ تاختند و در برهه‌هایی بر آن دست یافته، باز از دست دادند.
از سدهٔ چهارم تا دورهٔ فتوحات اسلامی ترمذ بارها میان ساسانیان، هپتالیان و ترکان دست به دست می‌گشت. در زمان دورهٔ فتوحات اسلامی، ترمذ همچنان از مراکز عمدهٔ بودایی به‌شمار می‌رفت.
در سال ۶۱۷ق مغولان به فرارود تاختند و در این میان، ترمذ نخستین شهری بود که با خاک یکسان شد، اما به‌زودی در کنار ترمذ ویران، شهری تازه برآوردند که به گفتۀ ابن بطوطه، به اندازۀ ترمذ کهن گسترده بود.

## در ادبیات فارسی
شرف‌الادباء شهاب‌الدین ادیب صابر از شعرای عهد سلجوقی و خوارزمشاهی بود. او در شعری از ترمذ یاد می‌کند:
| زِ ترمذ سوی بلخ افتاد عزمم |  | بدان تا شاد مانم در امانش |

همچنین جامی در قصیده‌ای از ترمذ و چند شهر دیگر نام می‌برد:
| ماتم او رخنه در سور سمرقند اوفکند        |  | گویی امروز از بخارا رفت شاه نقشبند      |
| از سمرقند و بخارا بس که سیل اشک رفت      |  | کشتی خوارزمیان را رخنه در جیحون فکند    |
| دود این آتش همه اطراف ترکستان گرفت       |  | شد جهان تاریک بر بادام چشمان خجند       |
| اهل ترمذ هر حصاری کز صبوری داشتند        |  | موج زد این سیل اندوه آن حصار از بیخ کند |
| چون چشید این چاشنی را بلخ چون تصحیف خویش |  | تلخ شد بر عیش سازان تلخیی بس ناپسند     |

در شاهنامهٔ فردوسی هم چندین بار از شهر ترمذ یاد شده است. در تاریخ بیهقی هم از این شهر نام برده شده است.
قسمتی از قصاید سوزنی سمرقندی که از شهر ترمذ (ترمد) نام برده شده:
| قیصر و خاقان و خان و رای در کاخ تواند |  | پاسبان و پرده‌دار و آب پاش و خاک رند   |
| تار و پود مفرش کاخ تو از عدلست و فضل  |  | رنگ این مفرش به است از مفرش فال پرند  |
| از پی نظاره کاخ تو آئین بست چرخ       |  | از لب جیحون و ترمد تا به سیحون و خجند |

## آثار باستانی
شهر ترمذ قلب آیین بودا در آسیای میانه و یکی از توقفگاه‌های اصلی در مسیر جاده ابریشم بوده است. یکی از میراث شگفت‌انگیز آیین بودیسم در آسیای میانه در «فیاض تپه» شهر ترمذ نهفته است. صومعه‌ای به قدمت دو هزار سال که متعلق به سلسله کوشانی، امپراتوریِ همسایهٔ شرقیِ اشکانیان است. یک امپراتوری چند فرهنگی که در آن زمان نقش کلیدی در گسترش بودیسم در منطقه ایفا کرده است.
در ۱۹۳۸، کاوش‌هایی در شهر مستحکم توپراق‌قلعه نزدیک ترمذ صورت گرفت که به تناوب تاکنون ادامه داشته‌است. این شهر از سدۀ یکم میلادی به بعد مسکونی بود، و به عقیدۀ تولستوف تا سدۀ ششم پایتخت خوارزم بود، و تا سدۀ هفتم، یعنی تا زمانیکه به دست اعراب ویران شد، شهری مهم و توانگر بود. ترقی آن به سبب روش ماهرانۀ آبیاری بود. در روزگار کوشانیان این شهر بسیار آباد بود. خانه‌هایی که در این زمان ساخته می‌شد دارای ده تا دوازده اتاق وسیع به شکل مربع یا مستطیل بود. ساکنانش برده‌دار بودند و ملازمان بسیار داشتند و بنا به رسم پدرسالاری زندگی می‌کردند. گذشته از کاخ، آن شهر دست کم دارای سه آتشکدۀ بزرگ بود. کاخ شهر را میان سال‌های ۱۹۴۵ و ۱۹۵۹ مورد کاوش قرار دادند.

## مردم
ازبک‌ها اکثریت مردم این شهر را تشکیل می‌دهند.اما گزارش‌های دیگر حکایت از آن دارد که بیشتر باشندگان شهر را تاجیک‌ها تشکیل می‌دهند ولی در گزارش‌های رسمی هویت خود را بدلیل ترس از حکومت پنهان می‌سازند.

## افراد سرشناس
ابوعیسی ترمذی، حدیث‌شناس نامدار و منجیک ترمذی، شاعر پارسی‌گو از این شهر بوده‌اند.
برهان‌الدین محقق ترمذی، عارف سده هفتم هجری است.
محمد بن علی ترمذی مشهور به حکیم ترمذی مؤلف و عارف قرن سوم هجری نیز از مشاهیر ترمذ بوده است.
جعفرِ محمد از سرایندگان پارسی‌گوی معاصر و اهل شهر ترمذ است که در ششمین مجمع بین‌المللی زبان و ادبیات فارسی در تهران حضور داشته‌است.

## پی‌نوشت‌ها
1. ↑  Marushiakova, Elena; Popov, Vesselin (2016). Gypsies in Central Asia and the Caucasus. Palgrave MacMillan. p. 18. ISBN 978-3-319-41056-2.
2. 1 2  دائرةالمعارف بزرگ اسلامی: ترمذ بایگانی‌شده  در ۶ دسامبر ۲۰۱۱ توسط Wayback Machine.
3. ↑  «گنجور » جامی » دیوان اشعار » خاتمة الحیات » قصاید » شمارهٔ ۱۵ - یک قصیده». ganjoor.net. دریافت‌شده در ۲۰۲۴-۰۸-۰۱.
4. ↑  «گنجور » فردوسی » شاهنامه » داستان سیاوش » بخش ۵». ganjoor.net. دریافت‌شده در ۲۰۲۴-۰۸-۰۱.
5. ↑  «گنجور » فردوسی » شاهنامه » داستان سیاوش » بخش ۹». ganjoor.net. دریافت‌شده در ۲۰۲۴-۰۸-۰۱.
6. ↑  «گنجور » فردوسی » شاهنامه » پادشاهی یزدگرد هجده سال بود » بخش ۲ - پادشاهی هرمز یک سال بود». ganjoor.net. دریافت‌شده در ۲۰۲۴-۰۸-۰۱.
7. ↑  «گنجور » فردوسی » شاهنامه » پادشاهی کسری نوشین روان چهل و هشت سال بود » بخش ۵ - رزم خاقان چین با هیتالیان». ganjoor.net. دریافت‌شده در ۲۰۲۴-۰۸-۰۱.
8. ↑  «گنجور » فردوسی » شاهنامه » داستان دوازده رخ » بخش ۱۴». ganjoor.net. دریافت‌شده در ۲۰۲۴-۰۸-۰۱.
9. ↑  «گنجور » ابوالفضل بیهقی » تاریخ بیهقی » باقیماندهٔ مجلد پنجم » بخش ۳۲ - پاسخ آلتونتاش به امیر». ganjoor.net. دریافت‌شده در ۲۰۲۴-۰۸-۰۱.
10. ↑  «گنجور » ابوالفضل بیهقی » تاریخ بیهقی » مجلد ششم » بخش ۴۴ - فرو گرفتن غازی». ganjoor.net. دریافت‌شده در ۲۰۲۴-۰۸-۰۱.
11. ↑  «گنجور » سوزنی سمرقندی » دیوان اشعار » قصاید » شمارهٔ ۳۶ - در مدح رکن الدین عقاج خان». ganjoor.net. دریافت‌شده در ۲۰۲۴-۰۸-۰۱.
12. ↑  «شگفتی های باستانی شهر ترمذ در ازبکستان». euronews. ۲۰۱۵-۱۲-۱۴. دریافت‌شده در ۲۰۲۴-۰۸-۰۱.
13. ↑  هنر قوم‌های کهن - نقاشی‌های سغدی. مترجم: بهزادی، رقیه. در: مجله «چیستا» (از ۳۵۸ تا ۳۶۸). آذر ۱۳۶۹ - شماره ۷۳.
14. ↑  http://www.bbc.co.uk/persian/afghanistan/2009/02/090201_a-iran-parsi-amini.shtml